# Левичев, Евгений Борисович
Евгений Борисович Левичев — российский учёный, доктор физико-математических наук, заместитель директора ИЯФ СО РАН по научной работе, директор ЦКП СКИФ. Специалист в области физики и техники ускорителей заряженных частиц. Член-корреспондент РАН с 2022 года.

## Биография
Родился 3 июня 1958 года в селе Чаромское Вологодской области.
Окончил Новосибирский электротехнический институт (1980).
С 1980 года работает в ИЯФ СО РАН, в настоящее время — заместитель директора по научной работе. Кроме того, с 2001 года руководит лабораторией 1-3 и электрон-позитронным ускорительным комплексом ВЭПП-4.
- 1995 — кандидат физико-математических наук, тема диссертации «Расчёт, создание и исследование магнитной системы накопителя электронов Сибирь-2».
- 2004 — защитил докторскую диссертацию по теме «Влияние нелинейностей магнитного поля на динамическую апертуру циклических ускорителей».

Доцент кафедры Электрофизические установки и ускорители Новосибирского государственного технического университета.

## Научные труды
Автор и соавтор более 200 научных работ, в том числе 2 монографий.

### Книги
- Лекции по нелинейной динамике частиц в циклическом ускорителе: [учебное пособие] / Е. Б. Левичев. — Новосибирск: НГТУ, 2009. — 222 с.: ил., табл.; 22 см. — (Учебники НГТУ: серия).; ISBN 978-5-7782-1189-6